# بایونتا
بایونتا (ژاپنی: ベヨネッタ هپبورن: Beyonetta) عنوان یک مجموعه بازی ویدئویی به سبک اکشن-ماجراجویی است که توسط هیدکی کامیا خلق شده‌است و به‌وسیلهٔ پلاتینیوم گیمز توسعه می‌یابد. این فرنچایز در سال ۲۰۰۹ و با بازی بایونتا معرفی شد. در ادامه دو دنباله تحت نام‌های بایونتا ۲ (۲۰۱۴) و بایونتا ۳ (۲۰۲۲) منتشر شده‌اند و همچنین یک اسپین آف، تحت عنوان خاستگاه بایونتا: سرزا و شیطان گمشده در مارس سال ۲۰۲۳ عرضه شد. در تمامی نسخه‌ها، بازیکنان کنترل ساحره‌ای با نام مستعار بایونتا را بدست می‌گیرند که مجهز به تپانچه‌ای دوقلو است و با کفش‌های پاشنه‌بلند، موهای بلند متحول کننده و جادویی خود تیراندازی می‌کند که این مسئله او را تبدیل به سلاح مرگباری می‌کند.

## بازی‌ها
| ۲۰۰۹      | بایونتا                             |
| ۲۰۱۰–۲۰۱۳ |                                     |
| ۲۰۱۴      | بایونتا ۲                           |
| ۲۰۱۵–۲۰۲۱ |                                     |
| ۲۰۲۲      | بایونتا ۳                           |
| ۲۰۲۳      | خاستگاه بایونتا: سرزا و شیطان گمشده |